# Staurastrum grande
Staurastrum grande là một loài Song tinh tảo trong họ Desmidiaceae, thuộc chi Staurastrum.